# Karl Steinbuch
Dr. Karl W. Steinbuch (Bad Cannstatt, 15 de junho de 1917 — Ettlingen, 4 de junho de 2005) foi um teórico da informação, ciberneticista e engenheiro elétrico alemão. Considerado um dos pioneiros da ciência informática alemã, tal como o seu Lernmatrix foi pioneiro na área das redes neurais artificiais, Steinbuch cunhou o termo Informatik, a palavra alemã para Informática, em 1957.

## Biografia
Steinbuch estudou na Universidade de Estugarda e em 1944 recebeu o seu doutoramento em física. Em 1948 ingressou na Steinbuch Standard Elektrik Lorenz (SEL, hoje Alcatel-Lucent Alemanha), em Estugarda, como engenheiro de design informático e posteriormente tornou-se diretor de P&D, registando mais de 80 patentes.
Em 1958 ele tornou-se professor e diretor do Instituto de Tecnologia de Processamento de Informações (Institut für Technik der Informationsverarbeitung, ITIV) da Universidade de Karlsruhe, onde ele se aposentou em 1980.
Steinbuch escreveu também sobre as implicações sociais dos modernos meios de comunicação. Com seus livros bestsellers ( Falsch programmiert, 1968 e Programm 2000, 1969) tentou influenciar a política educacional alemã. Juntamente com os livros de colegas como Jean Ziegler (Suíça), Eric J. Hobsbawm (Reino Unido) e John Naisbitt (Estados Unidos) seus livros previram uma crise no sistema educacional.

## Publicações selecionadas
- 1961: Automat und Mensch. Über menschliche und maschinelle Intelligenz, ed. Springer
- 1962 (1967): Taschenbuch der Nachrichtenverarbeitung (editor), ed. Springer
- 1963: Learning matrices and their applications (junto com U. Piske) (publicado em IEEE Transactions on Electronic Computers)
- 1966 (1969): Die informierte Gesellschaft. Geschichte und Zukunft der Nachrichtentechnik
- 1968: Falsch programmiert. Über das Versagen unserer Gesellschaft in der Gegenwart und vor der Zukunft und was eigentlich geschehen müßte. (bestseller, listado em: Der Spiegel[2])
- 1969: Programm 2000. (bestseller, listado em: Der Spiegel[2])
- 1971: Automat und Mensch. Auf dem Weg zu einer kybernetischen Anthropologie (4. edição)
- 1971: Mensch Technik Zukunft. Probleme von Morgen.
- 1973: Kurskorrektur
- 1978: Maßlos informiert. Die Enteignung unseres Denkens
- 1984: Unsere manipulierte Demokratie. Müssen wir mit der linken Lüge leben?
- 1989: Die desinformierte Gesellschaft

## Prêmios[2]
- Wilhelm-Bölsche-Medaille in Gold (Medalha Wilhelm-Bölsche em Ouro)
- Deutscher Sachbuchpreis (Prêmio alemão do livro não-ficção)
- Gold-Medaille des XXI. Internationalen Kongresses für Luft- und Raumfahrtmedizin
- Konrad-Adenauer-Preis für Wissenschaft (Prêmio Konrad-Adenauer para ciência)
- Jakob-Fugger-Medaille (Medalha Jacob-Fugger)
- Verdienstmedaille des Landes Baden-Württemberg (Medalha de mérito do estado de Baden-Württemberg)